# Termonfeckin
Termonfeckin (iriska: Tearmann Feichín) är en by i County Louth, Leinster, på Irland. Byn hade 2 016 invånare 2002.